# Archidiecezja Nairobi
Archidiecezja Nairobi (łac. Archidioecesis Nairobiensis, ang. Archdiocese of Nairobi, swa. Jimbo Kuu la Nairobi) – rzymskokatolicka archidiecezja ze stolicą w Nairobi, w Kenii.
Na terenie archidiecezji żyje 1290 zakonników i 1034 sióstr zakonnych.

## Metropolia Nairobi
Arcybiskup Nairobi jest również metropolitą Nairobi. Sufraganami metropolii są diecezje:
- Kericho
- Kitui
- Machakos
- Nakuru
- Ngong

## Historia
W dniu 26 lutego 1860 papież Pius IX erygował prefekturę apostolską Zanguebar. Wcześniej wierni z tych terenów podlegali francuskim biskupom Saint-Denis-de-la-Réunion.
W dniu 23 października 1883 w prefektura apostolska została podniesiona do godności wikariatu apostolskiego.
16 listopada 1887 z wikariatu apostolskiego wyłączono terytorium Niemieckiej Afryki Wschodniej, na którym utworzono prefekturę apostolską Południowego Zanguebaru (obecnie archidiecezja Dar-es-Salaam). Nazwę wikariatu zmieniono zaś na wikariat apostolski Północnego Zanguebaru.
21 grudnia 1906 ponownie zmieniono nazwę. Nowa nazwa brzmiała wikariat apostolski Zanzibaru.
W dniu 25 marca 1953 papież Pius XII bullą Quemadmodum ad Nos podniósł wikariat apostolski Zanzibaru do godności archidiecezji i przeniósł jego stolicę do Nairobi. Jednostka przyjęła wtedy obecną nazwę.
W miarę rozwoju Kościoła rzymskokatolickiego w Kenii powstawały kolejne diecezje. Podczas tego procesu z terenu arcybiskupstwa Nairobi zostały wyłączone:
- diecezja Mombasa i Zanzibar (obecnie archidiecezja Mombasa) (8 maja 1955)
- prefektura apostolska Kituo (obecnie diecezja Kitui) (20 lutego 1956)
- prefektura apostolska Ngong (obecnie diecezja Ngong) (20 października 1959)
- diecezja Nakuru (11 stycznia 1968)
- diecezja Machakos (29 maja 1969)

## Wikariusze apostolscy i arcybiskupi

### Prefekci apostolscy Zanguebaru
brak danych

### Wikariusze apostolscy Północnego Zanguebaru
- Jean-Marie-Raoul Le Bas de Courmont CSSp (27 października 1883 – 27 listopada 1896 zrezygnował) do 1887 wikariusz apostolski Zanguebaru
- Emile-Auguste Allgeyer CSSp (17 lutego 1897 – 3 kwietnia 1913 zrezygnował) od 1906 wikariusz apostolski Zanzibaru

### Wikariusze apostolscy Zanzibaru
- John Gerald Neville CSSp (1 września 1913 – 8 marca 1930 zrezygnował)
- John Heffernan CSSp (15 marca 1932 – 7 czerwca 1945 zrezygnował)
- John Joseph McCarthy CSSp (11 lipca 1946 – 25 marca 1953) mianowany arcybiskupem Nairobi

### Arcybiskupi Nairobi
- John Joseph McCarthy CSSp (25 marca 1953 – 24 października 1971 arcybiskup senior)
- kard. Maurice Michael Otunga (24 października 1971 – 21 kwietnia 1997 arcybiskup senior)
- Raphael Ndingi Mwana’a Nzeki (21 kwietnia 1997 – 6 października 2007 arcybiskup senior)
- kard. John Njue (6 października 2007 – 4 stycznia 2021 arcybiskup senior)
- Philip Anyolo (od 2021)